# Cercopithecus mitis
Macaco-de-diadema ou macaco-azul (Cercopithecus mitis) é uma espécie de Macaco do Velho Mundo nativo do Centro e África Oriental, desde o leste do rio Congo até o sul e norte de Angola e Zâmbia. Às vezes é considerado subespécie de Cercopithecus albogularis, Cercopithecus doggetti e Cercopithecus kandti.

## Subespécies
Várias subspécies são reconhecidas:
- Cercopithecus mitis boutourlinii
- Cercopithecus mitis elgonis
- Cercopithecus mitis heymansi
- Cercopithecus mitis kolbi
- Cercopithecus mitis mitis
- Cercopithecus mitis moloneyi[5]
- Cercopithecus mitis opitsthosticus
- Cercopithecus mitis schoutedeni
- Cercopithecus mitis stuhlmanni

Algumas são reconhecidascomo espécies separadas, e algumas classificações consideram mais subespécies ou menos.